# 富山市総合体育館
富山市総合体育館（とやましそうごうたいいくかん、英: Toyama City Gymnasium）は、富山県富山市湊入船町に所在する体育館である。

## 概要
2000年とやま国体に向けて旧富山市体育館を建て替える形で着工され、1997年1月に着工、同年2月24日に起工式を行い、1999年8月21日に完成（同日午後には完成記念としてバスケットボールの松下電器産業対アイシン精機の模範試合が披露された）。その年に開催された1999年ワールドカップバレーボール以降、2015年現在まで連続して同大会のBサイト会場（全日本は出場しない）となっている。また、Bリーグ・富山グラウジーズのホームアリーナである。
その他に、Vリーグのプレミアリーグの試合など、様々な競技会が開催されている。
2018年7月21日には、「PRESTIGE INTERNATIONAL presents TGC TOYAMA 2018 by TOKYO GIRLS COLLECTION」が開催（北陸初開催）された。
2025年4月より改修工事に着手し、同年8月から全館で休館、2026年10月にリニューアルオープンする。併せて施設の正式名称を『富山市まちなかアリーナ』に、愛称をYKK APによる命名権で『YKK AP ARENA』とする予定となっている。

## 特色
富岩運河環水公園に隣接している。

## 施設概要
敷地面積は17,200m²、建築面積28,600m²、地下1階地上3階建て、建設費用約100億円。

### 1階
第1アリーナ（延床面積 2,534m²）
- 競技フロア 57.6m×44m（バスケットボール 2面、バレーボール 3面、バドミントン 12面等、その他兼用）、観覧席 4,650席（固定 3,318席、可動 1,332席）
  - 天井吊り下ボックス型130インチ4面LEDビジョン[6]（ダクトロニクス社製）
    - 4面ビジョン - 各130インチ、横2.85m、高さ1.59m
    - リング（リボン）ビジョン - 円周15.53m、高さ0.63m

アリーナ中央天井に設置された日本国内ではまだ数少ない、天井吊り下ボックス型130インチ4面LEDビジョンと、上部の1周約15mのリング（リボン）ビジョンで、さまざまな映像や得点、時間表示などができる。2018年2月下旬に設置され、同年3月3日の富山グラウジーズホーム戦より利用開始した。総工費は1億3,608万円である。
フィットネスルーム（延床面積 979m²）
TOYAMA TOWN TREKKING SITE（トヤマ タウン トレッキング サイト）〔旧 スポーツ情報サロン〕
研修室
- 3室（延床面積 74m²×3）

エントランスプラザ
駐車場（274台）

### 2階
第2アリーナ（延床面積 1,155m²）
- 競技フロア 38.5m×30m（バスケットボール 2面、バレーボール 2面、バドミントン 6面等、その他兼用）、観覧席 200席

体操練習場（延床面積 800m²）
弓道練習場（延床面積 470m²）
ボクシング室（延床面積 127m²）
卓球練習場
- 卓球台 3台常設

ランニングコース
- 2コース（第1コース 300m、第2コース 140m）

### その他
- 更衣室・シャワー室
- 医務室
- 駐車場：100台[1]

## 交通アクセス
- 富山駅北口より徒歩 約10分

## 富山市体育館
富山市体育館は、富山県富山市牛島本町に所在していた体育館である。鉄筋コンクリート3階建て、延床面積が約7,500m²、6,000人収容。
富山国体開催決定に伴い、1958年4月に着工され10月15日完工。国体では体操競技の会場として使用された。国体終了後の24日に完工披露式が行われ、式典後には公開演技を披露。29日には初のイベントとしてプロレス国際大試合を開催した。
当体育館では様々なスポーツイベントが開かれ、プロレスではジャイアント馬場（当時・馬場正平）対アントニオ猪木（同・猪木寛至）の初シングル（1961年5月25日）、プロボクシングでも世界タイトル戦が開催されている。
また、昭和37年度から平成3年度までの富山市成人式の会場としても使用された。
1981年にはトレーニングセンターも新設された。
その後2000年とやま国体開催が決まったものの、当体育館は老朽化したため新体育館建設に踏み切り、富山市総合体育館として完成。これに伴い、当体育館は「牛島体育館」に名称変更し、2000年10月18日開催の2000年とやま国体の公開競技のスポーツ芸術「躍動美の祭典」を最後に42年の歴史に幕を閉じ、解体された。
その後、跡地にはオフィスビル『Dタワー富山』が建設され、2024年3月12日に竣工、同年7月24日にオープンした。

### 旧富山市体育館で開催された試合
- WBA世界ジュニアライト級選手権試合（1974年3月14日）

ベン・ビラフロア（ フィリピン） vs アポロ嘉男（親和）
- WBA世界フライ級選手権試合（1975年4月1日）

花形進（橫浜協栄）vs  エルビト・サラバリア（ フィリピン）
- バレーボールワールドカップ